# Alexander Bittorf
Alexander Bittorf (* 29. April 1876 in Reudnitz; † 20. Februar 1949 ebenda) war ein deutscher Internist und Pathologe. Er lehrte in Breslau und Leipzig.

## Leben
Bittorf studierte von 1896 bis 1900 an der Universität Leipzig Medizin. 1902 wurde er in Leipzig zum Dr. med. promoviert. Anschließend war er Assistent in einem Siechenhaus in Dresden, dann in der Poliklinik der Universität Leipzig. Schließlich habilitierte er sich 1907 an der  Schlesischen Friedrich-Wilhelms-Universität. Zum nichtplanmäßigen  a.o. Professor wurde er 1911 berufen, 1918 zum planmäßigen. Als  o. Professor lehrte er ab 1921 in Breslau spezielle Pathologie.
Als ordentlicher Professor für spezielle Pathologie und Therapie wechselte Bittorf „wegen Räumung Breslaus bei der Belagerung“ im Oktober 1945 an die Universität Leipzig. Er fungierte auch als Direktor der Poliklinik. 1947 war er zudem zum Ordinarius für Innere Medizin und zum Dekan der Medizinischen Fakultät ernannt worden. Bittorf war an mehreren Lehrbüchern beteiligt. Nach ihm wurde das Bittorf-Phänomen benannt. Die Professur hatte er bis zu seinem Tode inne. Er starb 1949 im Alter von 72 Jahren.
Bittorf war ab 1915 mit Paula Böhncke verheiratet. Von 1925 bis 1933 war er Mitglied der Deutschnationalen Volkspartei (DNVP), von 1943 bis 1945 der Nationalsozialistischen Volkswohlfahrt.

## Werke
- Die Pathologie der Nebennieren und der Morbus Addisonii. Jena 1908.
- Der Wasser- und Kochsalz-Stoffwechsel und seine Bedeutung für Pathologie und Therapie. Halle (Saale) 1911.